# Un capitalisme sentimental
Pour plus de détails, voir Fiche technique et Distribution.
Un capitalisme sentimental est un film québécois d'Olivier Asselin sorti le 31 octobre 2008 distribué par K-Films Amérique.